# Ідол (фільм, 2015)
«Ідол» (араб. الآيدول‎) — палестинський драматичний фільм, знятий Гані Абу-Ассадом. Світова прем'єра стрічки відбулась 11 вересня 2015 року на міжнародному кінофестивалі в Торонто. Фільм розповідає про Мохаммеда Ассафа, мешканця табору біженців на півдні сектора Газа, який стає переможцем пісенного конкурсу «Арабський ідол».

## У ролях
- Тауфік Бархом
- Каїс Аттала
- Гіба Аттала
- Надін Лабакі
- Агмед Касем

## Сюжет
Фільм Ідол розповідає вигадану версію життя Мохаммеда Ассафа, весільного співака з табору біженців у Газі, який переміг у конкурсі «Арабський кумир» 2013 року.
Події фільму починаються в 2005 році в Газі. Мохаммед-маленька дитина, грає в групі разом зі своєю сестрою-шибеником Нур і двома друзями. Визнаючи можливості, які може запропонувати неймовірний голос Мохаммеда, вони вирішили стати справжньою групою і незабаром їх запрошують грати на весіллях. Одного разу Нур падає під час виступу і, як з'ясовується, у неї ниркова недостатність. Їй необхідно проходити щотижневий діаліз або потрібна пересадка нирки, платна для її сім'ї. Оскільки трансплантація занадто дорога, Мохаммед ставить перед собою мету зібрати достатньо грошей, щоб оплатити її. Він бере уроки співу і під час сеансів діалізу Нур, подружився з дівчиною на ім'я Амаль, також страждає хворобою нирок. Незважаючи на лікування, Нур помирає, а Мохаммед залишається розчарованим і пригніченим.
Сім років потому, в 2012 році, Мохаммед виступає з групою для шоу «Палестинський кумир», але обмеження на поїздки в Газу не дозволяють йому фактично увійти в студію в Рамаллаху і змушує його виступати по скайпу. Поганий стан електропостачання в Газі вплинуло на виступ, розбудовуючи Мохаммеда, який хоче кинути співати, поки він знову не зустрічає Амаль. Вона надихає його, і за підтримки своєї сім'ї Мохаммед вирішує пройти прослуховування на конкурс «Арабський кумир». Перетнути кордон з Сектора Газа до Єгипту, де будуть проходити прослуховування, практично неможливо, Мохаммед потрапляє з підробленим паспортом на прикордонному переході в Рафіаху, але після виконання релігійної пісні прикордоннику його пропускають, попереджаючи, що йому, можливо, буде важко коли-небудь повернутися. У Каїрі Мохаммед виявляє, що прослуховування вже почалися, змушуючи його увірватися в будівлю, але всі місця зайняті. Один молодий виконавець пропонує Мохаммеду своє місце, почувши, як він співає в туалеті. Мохаммед успішно прослуховується на шоу і незабаром отримує пропуск в Бейрут для участі в головному конкурсі.
У міру просування шоу слава Мухаммеда зростає серед палестинців, які в захваті, що палестинець так добре виступає і завойовує таке визнання, заохочуючи палестинську національну гордість і надихаючи надію і оптимізм. Від слави, що обрушилася на нього, у Мохаммеда трапляється панічна атака прямо перед важливою репетицією. За підтримки одного з суддів і Амали (по телефону) Мохаммед збирається з духом і повертається до виступу. Фільм закінчується переходом на реальні кадри Мохаммеда Ассафа, який завоював титул Арабського кумира, а потім коротким оглядом життя Ассафа після фіналу.

## Визнання
| Нагороди та номінації фільму «Ідол» | Нагороди та номінації фільму «Ідол»   | Нагороди та номінації фільму «Ідол»   | Нагороди та номінації фільму «Ідол» | Нагороди та номінації фільму «Ідол» | Нагороди та номінації фільму «Ідол» |
| Рік                                 | Кінопремія / Кінофестиваль            | Категорія / Нагорода                  | Номінант                            | Результат                           |                                     |
| ----------------------------------- | ------------------------------------- | ------------------------------------- | ----------------------------------- | ----------------------------------- | ----------------------------------- |
| 2015                                | Антальський міжнародний кінофестиваль | «Золота помаранча» за найкращий фільм | «Ідол»                              | Номінація                           |                                     |